# Philipp Prosenik
Philipp Prosenik (* 3. März 1993 in Wien) ist ein ehemaliger österreichischer Fußballspieler auf der Position eines Stürmers.

## Karriere
Bis zum Jahr 2009 spielte er bereits für die zweite Mannschaft des SK Rapid Wien, ehe er zur U-18 des englischen Klubs FC Chelsea wechselte. Nach einer erfolgreichen ersten Zeit in London musste Prosenik verletzungsbedingt das Weite suchen. Seine nächste Station war der AC Mailand. Aber auch dort blieb er nicht lang, nicht zuletzt aufgrund von anhaltenden Problemen mit einem Meniskusknorpel, der schmerzfreien Sport so gut wie unmöglich machte. 
Nach einer langen Leidenszeit konnte Prosenik Ende 2013 bei Rapid neu starten, zunächst in der zweiten Mannschaft, dann bei den Profis.
Zur Saison 2016/17 wurde er an den Wolfsberger AC verliehen. Im Jänner 2018 wechselte er zum Zweitligisten SV Ried, bei dem er einen bis Juni 2020 laufenden Vertrag erhielt. Nach der Saison 2017/18 verließ er Ried.
Im September 2018 wechselte er zum Bundesligisten SV Mattersburg, bei dem er einen bis Juni 2019 laufenden Vertrag erhielt. Nach der Saison 2018/19 verließ er Mattersburg und wechselte zum Zweitligisten Floridsdorfer AC. Nach elf torlosen Zweitligaeinsätzen für den FAC wechselte Prosenik im Jänner 2020 zum viertklassigen ASV Siegendorf. Für Siegendorf kam er siebenmal in der Burgenlandliga zum Einsatz. Nach der Saison 2020/21 verließ er den Verein wieder.
Im Jänner 2022 schloss er sich dann dem siebtklassigen SC Himberg aus Niederösterreich an. Nach 29 Einsätzen in der 1. Klasse beendete er nach der Saison 2022/23 seine Karriere, seinen Spielerpass legte er anschließend zum FSV Velm.

## Persönliches
Philipp Prosenik ist der Sohn des ehemaligen Fußballspielers Christian Prosenik. Teilweise bedingt durch die Vereinswechsel seines Vaters lernte er bereits als Jugendlicher in Österreich, Deutschland, England und Italien verschiedene Fußballtraditionen kennen.